# Aeroplanini di carta
Aeroplanini di carta è un singolo del rapper italiano Rkomi, pubblicato il 14 luglio 2016 come primo estratto dal primo EP Dasein Sollen.
Il brano vede la partecipazione di Izi.

## Video musicale
Il video musicale, diretto da Alexander Coppola, è stato reso disponibile contestualmente all'uscita del singolo attraverso il canale YouTube dell'artista.

## Tracce
1. Aeroplanini di carta (feat. Izi) – 3:45